# Øster Hurup
Øster Hurup er en lille by i det østligste Himmerland med 659 indbyggere  (2024), beliggende ud til Kattegat, 15 kilometer nordøst for Hadsund. Byen ligger i Mariagerfjord Kommune og hører til Region Nordjylland.
Indbyggertallet mangedobles i sommerperioden, idet store sommerhusområder, campingpladser og attraktive badestrande lokker turister til stedet. Alene campingpladserne har over 100.000 overnatninger årligt.
Byen ligger tæt på Lille Vildmose og var oprindeligt et fiskerleje.

## Historie
Omkring århundredeskiftet (1900) blev Øster Hurup beskrevet således:
Hurup (Øster-, Nørre- og Sønder-H.) med Kapel, Skole, Forsamlingshus (opf. 1895), Mølle, Kro, Andelsmejeri (Søvang), Købmandsforretn., Udskibningssted, Toldassistent- og Statstelefonstation.

## Havnen
Byens havn besøges om sommeren af rigtig mange sejlende turister. I selve lystbådehavnen er der plads til ca. 200 fartjer.
Havnen ejes af Mariagerfjord Kommune men administreres af Foreningen Øster Hurup Havn.
Øster Hurup Havn blev indviet den 4. januar 1936, fiskerihavnen bestod oprindeligt af ét bassin. En lang smal bro førte fra fastlandet ud til havneanlægget, men broen blev i 1942 erstattet af en dæmning, og i 1958 blev havnen udvidet med en yderhavn. Dermed blev havnen til landfast oddehavn, selvom det stadig kunne ligne et selvstændigt og fritliggende område.
Den sidste garnfisker holdt i slutningen af 70'erne, og i 1990 kom lystbådehavnen anlagt ved hjælp af EU midler. I slutningen af 1990'erne kom der gang i en udvidelse af området, da Hadsund Kommune ønskede at skabe muligheder for at bygge boliger og fritidshuse på havnen.

På havneområdet findes der flere spisesteder; Rerestaurant Neptun, en fiskebutik, Havnegrillen, og en iskiosk.

## Fruerlundparken
I byens sydlige del ligger Fruerlundparken som er et 15 ha stort grønt område med 2 søer, spredt bevoksning og en koncertplads. Indtil 1988 var parken en del af aktivitetsparken Øster Hurup Sommerland.
I tilknytning til parken er der en parkeringsplads til 800 biler. På koncertpladsen er der plads til ca. 7.500 gæster.

## Indbyggertal
| År          | 1997 | 2007 | 2017 | 2019 |
| ----------- | ---- | ---- | ---- | ---- |
| Øster Hurup | 687  | 673  | 718  | 714  |

## Billeder fra byen
- Vaffelhuset
- Torvet med udsigtstårnet
- Multihuset
- Ferieboliger på Havnen
- Øster Hurup Varmeværk
- Øster Hurup kirke
- Øster Hurup strand
- Havnen